# Monument 100 jaar Hindoestaanse immigratie (Wageningen)
Er staat een monument voor 100 jaar Hindoestaanse immigratie, ook wel Brits-Indische immigratie, in Wageningen, Nickerie in Suriname. Het werd rond 5 juni 1973 onthuld.
1973 stond in het teken van het eeuwfeest met vieringen in het hele land. In Paramaribo werd het Hindoestaanse gemeenschapsgebouw geopend dat later bekend werd als Lalla Rookh Gebouw. In Groningen in het district Saramacca werd eveneens een monument voor 100 jaar Hindoestaanse immigratie onthuld.
Op het monument in Wageningen staat de tekst:
1873-1973
Aangeboden door het Comité Immigratieviering Wageningen